# Xystrocera minuscula
Xystrocera minuscula är en skalbaggsart som beskrevs av Stefan von Breuning 1957. Xystrocera minuscula ingår i släktet Xystrocera och familjen långhorningar.
Artens utbredningsområde är Gabon. Inga underarter finns listade i Catalogue of Life.